# 能登島ゴルフアンドカントリークラブ
能登島ゴルフアンドカントリークラブ（のとじまゴルフアンドカントリークラブ）は、石川県七尾市能登島にあるゴルフ場。

## コース概要
18ホール、パー72、7,007ヤード、コースレート73.0。コースは充分な距離とフラットで幅広いフェアウェイ、グリーンはベントのワングリーンを採用している。
練習場は220ヤード16打席。
ビジターのみエントリー可能で、降雪時はクローズされる。また、クラブバスは無い。

## 沿革
1987年（昭和62年）7月、旧能登島町（現七尾市）などが出資した第三セクター「能登島リゾート開発株式会社」を設立し、同年12月19日に着工届を提出およびコースの測量を開始し、ゴルフ場を着工。1989年（平成元年）11月6日、約1550名の会員で開業。最盛期の1993年3月期に約10億2400万円の売上を計上した。
2011年（平成22年）12月21日、運営会社の能登島リゾート開発は金沢地方裁判所に民事再生法の適用を申請し、事実上破綻した。市内の自動車部品製造会社代表が新会社を設立し再建に乗り出し、2015年（平成26年）11月26日に金沢地裁より再生手続きの終結が決定した。

## 交通アクセス
- 和倉温泉駅よりタクシーで15分[1]。
- 国道249号七尾田鶴浜バイパス和倉ICより車で15分。